# Suphanburi Football Club
El Suphanburi Football Club es un equipo de fútbol de Tailandia que juega en la Liga de Tailandia, la liga de fútbol más importante del país.

## Historia
Fue fundado en el año 1998 en la ciudad de Suphanburi y es conocido por las facilidades del club para el entrenamiento de su primer equipo y de su equipo filial, con una infraestructura de equipos de primer mundo, y de ser el primer equipo de fútbol de Tailandia que brinda el servicio en idioma inglés de manera oficial, como en las cuentas de redes sociales, así como el servicio de la enseñanza del idioma inglés en las escuelas locales.
Estuvieron por primera vez en la Liga Premier de Tailandia en la temporada 2006, jugando dos temporadas hasta su descenso; retornando para la temporada 2013, y ahí continúan actualmente.

## Jugadores destacados
- Wander Luiz

## Clubes afiliados
- Yokohama F. Marinos